# Un gatto nel cervello
Un gatto nel cervello er en italiensk film fra 1990 af Lucio Fulci.

## Medvirkende
- Lucio Fulci
- Brett Halsey
- David L. Thompson som Egon Schwarz
- Jeoffrey Kennedy som Gabrielli
- Malisa Longo som Katya Schwarz
- Ria De Simone som Soprano
- Sacha Maria Darwin